# Big Gucci Sosa
Big Gucci Sosa è un mixtape collaborativo dei rapper statunitensi Chief Keef e Gucci Mane, pubblicato il 31 ottobre 2014 dalle etichette discografiche Glo Gang e RBC Records.

## Tracce
1. Semi on Em – 2:51
2. Banger – 3:16
3. Turn Up – 3:54
4. Don't Loose No Load – 3:59
5. First Day Of School – 2:46
6. Paper – 3:27
7. Baby Daddy Broke – 3:56
8. Sumn Sumn – 3:19
9. Start Pimpin – 2:58
10. Top on the Trash – 4:36
11. Darker – 3:50
12. So Much Money – 6:10